# Eurorregión Pirineos Mediterráneo

Logo antiguo de la Eurorregión Pirineos Mediterráneo

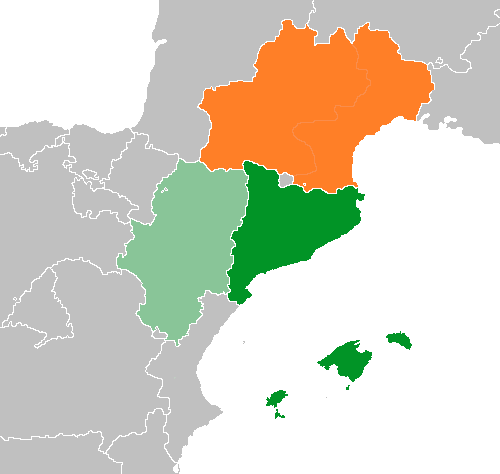
Mapa de la Eurorregión Pirineos Mediterráneos. Aragón suspendió su participación en 2006.

Pirineos-Mediterráneo (en francés Eurorégion Pyrénées-Méditerranée, en catalán Euroregió Pirineus-Mediterrània, en aragonés Eurorrechión Pireneus-Mediterrania, en occitano Èurorregion Pirenèus-Mediterrani), creada el 29 de octubre de 2004, es una Agrupación Europea de Cooperación Territorial entre Cataluña, las Islas Baleares y Occitania. Aragón suspendió su participación en la Eurorregión en 2006 como protesta por el conflicto de los bienes eclesiásticos de la Franja.
En 2021 el Consejo de Ministros aprobó un acuerdo para la modificación del convenio y estatutos de la Agrupación Europea de Cooperación Territorial (AECT) Pirineos-Mediterráneo, que pasó a denominarse Eurorregión Pirineos-Mediterráneo (EPM), incluyendo además las reformas de 2013 introducidas en el Reglamento de la UE y trasladando su sede de Toulouse a Perpiñán. Las partes firmantes fueron las regiones españolas de Cataluña e Islas Baleares y la región francesa de Occitania (entidad territorial fruto de la fusión de las dos regiones francesas, de conformidad con el ordenamiento jurídico francés).

## Objetivos y retos

### Objetivos
- Crear al noroeste del Mediterráneo un polo de desarrollo sostenible basado en la innovación y la integración social y económica del territorio
- Contribuir a la construcción de una Europa unida, solidaria y próxima a los ciudadanos

### Retos
- Afirmarse como territorio de proyectos a escala europea
- Defender con una misma voz proyectos esenciales para un desarrollo equilibrado y sostenible
- Mejorar la competitividad internacional situando a las personas en el corazón de la acción
- Convertirse en un polo de innovación y crecimiento gracias a los vínculos tejidos entre los centros tecnológicos, científicos y culturales

## Posicionarse en el escenario europeo y mediterráneo
- Contribuir al futuro de la política europea de cohesión
- Mejorar la accessibilidad de los territorios a través del despliegue de la red de transportes y del corredor mediterráneo
- Convertirse en un agente de la cooperación euromediterránea reforzando los vínculos con la Unión por el Mediterráneo

## Los proyectos eurorregionales
- Profundizar en la cooperación cultural a través de una convocatoria común anual y del portal Internet  (enlace roto disponible en Internet Archive; véase el historial, la primera versión y la última).
- Consolidar un Eurocampus que agrupe los centros de enseñanza superior para mejorar su competitividad y favorecer la movilidad de los estudiantes, de los docentes y de los investigadores  (enlace roto disponible en Internet Archive; véase el historial, la primera versión y la última).
- Agrupar las iniciativas en materia de creación de empresas (Creamed)

## Funcionamiento
Desde agosto de 2009, la constitución de la AECT Pirineos Mediterráneo, nuevo instrumento jurídico dotado de personalidad propia, ayuda la Eurorregión a conseguir sus objetivos, en particular la cooperación transfronteriza, transnacional e interregional, y la cohesión económica, social y territorial. 
El trabajo de la AECT Pirineos Mediterráneo se estructura en torno a:
- Una Presidencia rotatoria de 18 meses
- Una Asamblea General
- Un equipo técnico

Dos sedes:
- Toulouse: Dirección técnica y administrativa
- Barcelona: Secretaría General (representación política y comunicación)

## Enlaces
- Wikimedia Commons alberga una categoría multimedia sobre Eurorregión Pirineos Mediterráneo.
- Sitio web oficial  (en catalán)
- Portal Cultura
- Página web Eurocampus
- Página web Creamed

- Datos: Q1849394
- Multimedia: Pyrenees-Mediterranean Euroregion / Q1849394